# Николов, Андон
Андон Костадинов Николов (болг. Андон Николов; род. 15 июня 1951) — болгарский тяжелоатлет, олимпийский чемпион, чемпион мира, четырёхкратный призёр чемпионатов Европы. Заслуженный мастер спорта Болгарии (1972).

## Биография
Родился в 1951 году в Софии. В 1972 году стал чемпионом Олимпийских игр в Мюнхене и бронзовым призёром чемпионата Европы. В 1973 году стал серебряным призёром чемпионата Европы и занял 4-е место на чемпионате мира. В 1974 году вновь стал серебряным призёром чемпионата Европы. В 1978 году стал бронзовым призёром чемпионата Европы и занял 4-е место на чемпионате мира.
После завершения своей спортивной карьеры работал помощником главного тренера сборной Болгарии Ивана Абаджиева. В 2004—2007 годах был президентом Федерации тяжёлой атлетики Болгарии.